# Lingapura, Piriyapatna
Lingapura là một làng thuộc tehsil Piriyapatna, huyện Mysore, bang Karnataka, Ấn Độ.